# 초당 전송 횟수
컴퓨터 기술에서 초당 전송 횟수(Transfers per second)와 더 일반적으로 사용되는 보조 용어인 초당 기가전송(gigatransfers per second, 약어: GT/s) 및 초당 메가전송(megatransfers per second, MT/s)은 주어진 데이터 전송 채널에서 초당 발생하는 데이터 전송 작업의 수를 나타내는 비공식적인 용어이다. 이는 또한 표본화율이라고도 하며, 일반적으로 클럭 에지에서 발생하는 초당 데이터 샘플 수이다. 이 용어는 각 데이터 전송 작업이 물리적으로 수행되는 방식에 대해서는 중립적이다. 그럼에도 불구하고, 이는 디지털 데이터의 전송 맥락에서 가장 일반적으로 사용된다. 1 MT/s는 106 또는 초당 백만 전송을 의미한다. 유사하게, 1 GT/s는 109 또는 미국/단척도로 10억 초당 전송을 의미한다.

## 단위
이 용어들은 각 전송 작업에서 전송되는 비트 수(채널 너비 또는 워드 길이로 알려짐)를 지정하지 않기 때문에 이진 데이터가 전송되는 비트레이트를 단독으로 지정하지 않는다. 데이터 전송 속도를 계산하려면 전송 속도에 정보 채널 너비를 곱해야 한다. 예를 들어, 8바이트 너비(64비트)의 데이터 버스는 정의에 따라 각 전송 작업에서 8바이트를 전송한다. 1 GT/s의 전송 속도에서 데이터 속도는 초당 80억 바이트, 즉 8 GB/s 또는 약 7.45 GiB/s가 된다. 이 예시의 비트레이트는 64 Gbit/s(초당 8 × 80억 비트)이다.
데이터 전송률 공식은 다음과 같다: 채널 너비 (비트/전송) × 초당 전송 = 초당 비트.
CPU와 노스브리지 사이와 같이 채널의 너비를 확장하면 채널의 작동 주파수(초당 전송 횟수로 측정)를 증가시키지 않고도 데이터 처리량이 증가한다. 이는 대역폭을 늘려 처리량을 증가시키지만 레이턴시는 변경하지 않는 것과 유사하다.
이 단위는 일반적으로 시스템의 내부 속도 또는 클럭 속도와는 반대로 시스템 또는 구성 요소의 "외부"에서 인식되는 "유효" 전송 수를 나타낸다. 한 가지 예는 클럭 신호의 상승 에지와 하강 에지 모두에서 데이터가 전송되는 더블 데이터 레이트로 실행되는 컴퓨터 버스이다. 내부 클럭이 100MHz로 실행되는 경우, 유효 속도는 200 MT/s이다. 이는 100MHz로 실행되는 클럭 신호에 대해 초당 1억 개의 상승 에지와 1억 개의 하강 에지가 있기 때문이다.
SCSI 및 PCI와 같은 버스는 메가전송 데이터 전송률 범위에 속하는 반면, PCI-X, PCI 익스프레스, 울트라 패스, 하이퍼트랜스포트 / 인피니티 패브릭과 같은 최신 버스 아키텍처는 기가전송률로 작동한다.
전송에 T 기호를 선택한 것은 T가 테슬라, 즉 자기 선속 밀도 단위의 기호인 국제단위계와 충돌한다(따라서 "초당 메가테슬라"(MT/s)는 펄스 필드 자석 또는 키커 자석에서와 같이 급격하게 변화하는 자기장의 속도를 설명하는 합리적인 단위가 될 수 있다).

## 같이 보기
- 데이터 전송 단위
- 데이터 전송, 디지털 전송이라고도 함
- 파일 전송
- 하드 디스크 드라이브 성능 특성 § 데이터 전송 속도
- 병렬 포트
- 심볼 속도 (보)